# Pennyroyal Tea
"Pennyroyal Tea" là một bài hát của ban nhạc grunge Nirvana. Đây là bài hát thứ chín trong album năm 1993 của họ, In Utero. Bài hát đã có kế hoạch phát hành như một đĩa đơn vào tháng 4 năm 1994, nhưng nó đã bị trì hoãn lại do cái chết vào tháng đó của Kurt Cobain, tác giả bài hát và là thành viên ban nhạc.

## Ý nghĩa bài hát

Hình ảnh trong video bài hát

Pennyroyal là một loại dược thảo thỉnh thoảng cũng được dùng cho một loại thuốc phá thai. Một vài nghiên cứu đã viết rằng, bệnh đau dụng của Cobain cũng là một phần do loại thuốc này (sau này đã được phát hiện ra là do pinched nerve). Lời bài hát "I'm on warm milk and laxatives" cũng có thể nói về sự lạm dụng ma túy của Cobain, anh đã phải thỉnh thoảng dùng thêm thuốc nhuận tràng để chống lại chứng táo bón, kết quả của việc sử dụng ma túy.

## Lịch sử
Theo cuốn lịch sử Nirvana do Michael Azerrad viết năm 1993 là Come As You Are, "Pennyroyal Tea" được Cobain sáng tác vào năm 1990, trong một căn hộ anh sống chung với tay trống của ban nhạc Dave Grohl ở Olympia, Washington. "Dave và tôi đang vặn nút điều chỉnh cho một cái 4-track," Cobain nói, "và tôi đã viết bài hát trong khoảng 30 giây. Và tôi ngồi xuống viết lời bài hát trong khoảng nửa giờ và sau đó chúng tôi đã thu âm nó." Tuy nhiên, bài hát không được thu âm chính thức cho đến năm 1993, bài hát mới được Steve Albini thu âm cho album In Utero. Một bản hòa âm lại do Scott Litt thực hiện được có trong phiên bản đã được kiểm duyệt của Walmart và Kmart trong album In Utero; Bản hòa âm này cũng có trong album tổng hợp năm 2002 những bài hát hay nhất của ban nhạc, Nirvana, và bản hòa âm tương tự cũng ngẫu nhiên có trong bài hát phía dưới.

## Phiên bản khác
Một bản solo của "Pennyroyal Tea" đã xuất hiện trong album thu lại từ chương trình sử dụng guitar thường MTV Unplugged in New York. Một bản nhạc demo chơi ghi ta thường cũng có trong hộp băng nhạc của Nirvana năm 2004, With the Lights Out. Hộp băng DVD With the Lights Out cũng có một bản solo bài hát được biên tập lại từ buổi biểu diễn vào năm 1991.

## Các bản cover
"Pennyroyal Tea" đã được các nghệ sĩ và ban nhạc sau hát lại:
- Ban nhạc rock Mỹ Hole (ban nhạc có người đứng đầu là người vợ góa của Cobain, Courtney Love).
- Nhạc sĩ nhạc rock người Mỹ Kristin Hersh.
- Ban nhạc rock xứ Wales Manic Street Preachers.

## Bài hát
Phần lớn các bản sao của bài hát "Pennyroyal Tea" làm hỏng bài hát nhưng chúng vẫn được tiêu thụ. Các bản sao chính thức hiện nay được bán tới hàng trăm đô la Mỹ. Thứ tự bài hát như sau:
1. "Pennyroyal Tea" (Scott Litt hòa âm lại)
2. "I Hate Myself and I Want to Die"
3. "Where Did You Sleep Last Night" (Leadbelly)

## Vị trí trong bảng xếp hạng
| Bảng xếp hạng (2014)                                 | Vị trí cao nhất |
| ---------------------------------------------------- | --------------- |
| Hoa Kỳ Billboard Hot Singles Sales                   | 1               |
| Anh Physical Singles Sales (Official Charts Company) | 4               |
| Anh UK Rock Chart (Official Charts Company)          | 26              |

## Xếp hạng
- Xếp thứ 8 trong "20 bài hát hay nhất của Nirvana" của tạp chí NME (2004)
- Xếp thứ 2 trong "10 bài hát hay có trong album nhạc lẽ ra đã được phát hành thành đĩa đơn" của tạp chí Q (2004)